# Dune
Dune (englisch für Düne), auch Dune-Zyklen, ist eine zusammengehörige Reihe von Science-Fiction-Romanen von Frank Herbert und zugleich der Originaltitel des ersten Bandes (deutscher Titel Der Wüstenplanet). Mit dem Buch Der Wüstenplanet gewann Herbert 1966 den erstmals vergebenen Nebula Award und im selben Jahr auch den Hugo Award, jeweils in der Kategorie Bester Roman. Bis zu seinem Tod 1986 wurde das Buch mehr als zwölf Millionen Mal verkauft.
Dune ist auch einer der Namen des Wüstenplaneten Arrakis, auf dem unter harschen Bedingungen das Spice (auf Deutsch als „Gewürz“  oder „Melange“ bezeichnet) gewonnen wird. Das Gewürz ist die wichtigste Substanz im Dune-Kosmos und kann nur auf Arrakis gewonnen werden. Die Eigenschaften des Spice sind lebensverlängernd und verbessern die kognitiven und mentalen Fähigkeiten der Menschen. Dies wird insbesondere von den Navigatoren genutzt, um die Raumschiffe zu steuern, mit denen sich die Menschheit zwischen den bewohnbaren Planeten bewegt. Computer und Roboter mit künstlicher Intelligenz gelten zu dem Zeitraum, in dem die Handlung des Buches angesetzt ist, als die Intelligenz des Menschen erniedrigende Konkurrenz und sind seit einem lange vor dem Hauptroman erfolgten Krieg, Butlers Djihad, aus der Gesellschaft verbannt.
Der ursprüngliche Wüstenplanet-Zyklus von Frank Herbert besteht aus sechs Romanen, die zwischen 1965 und 1985 erschienen sind. Nach dem Tod des Autors wurde der Zyklus um zwei zeitlich früher angesiedelte Trilogien sowie einen nachfolgenden Zyklus erweitert. Autoren der neuen Serien sind Frank Herberts Sohn Brian Herbert und Kevin J. Anderson. Die Frühen Chroniken bilden einen direkten Vorspann, die ca. 10.000 Jahre vor den Frühen Chroniken angesiedelten Legenden eine Art Prähistorie. Die Jäger des Wüstenplaneten (Hunters of Dune) und Die Erlöser des Wüstenplaneten (Sandworms of Dune) sind zeitlich nach dem letzten noch von Herbert selbst verfassten Buch angesiedelt und schreiben die Geschichte nach dessen unvollendeten Manuskripten fort.

## Entstehungsgeschichte
Die ersten Dune-Romane wurden von Frank Herbert verfasst. Nach dessen Tod setzen sein Sohn Brian Herbert und der Schriftsteller Kevin J. Anderson die Reihe fort.

### Frank Herbert
Die Idee zu Dune entstand bei Recherchen zu einem Programm des US-Landwirtschaftsministeriums zur Befestigung von Dünen. Die entstandenen Fortsetzungsgeschichten Dune World und The Prophet of Dune erschienen im Astounding in den Ausgaben Dezember 1963 bis Februar 1964 und in den Ausgaben Januar bis Mai 1965.
Frank Herbert veröffentlichte insgesamt sechs Bände. Die ersten drei Bände hängen zeitlich und durch ihre Hauptpersonen eng zusammen, siehe Dune – die erste Trilogie.
Der vierte Band ist einige Tausend Jahre in die Zukunft verlegt. Die beiden letzten Bände bilden wiederum ein eng aufeinander abgestimmtes Paar.
- Dune, 1965 (dt. Der Wüstenplanet, 1967/1978)
- Dune Messiah, 1969 (dt. Der Herr des Wüstenplaneten, 1971)
- Children of Dune, 1976 (dt. Die Kinder des Wüstenplaneten, 1978)
- God Emperor of Dune, 1982 (dt. Der Gottkaiser des Wüstenplaneten, 1982)
- Heretics of Dune, 1984 (dt. Die Ketzer des Wüstenplaneten, 1985)
- Chapterhouse: Dune, 1985 (dt. Die Ordensburg des Wüstenplaneten, 1985)

Ein siebter Band sollte die mit Heretics und Chapterhouse begonnene zweite Trilogie abschließen; Herberts Tod verhinderte dies jedoch.
In verschiedenen, im gleichen Zeitraum entstandenen, kürzeren Romanen und Erzählungen Frank Herberts finden sich Motive des Dune-Zyklus. Wiederkehrende Themen sind bewusstseinsverändernde Drogen (Die Leute von Santaroga) und paranormale Fähigkeiten (Die Riten der Götter), die Frage nach einer stabilen Regierungsform (Die Augen Heisenbergs), genetische Manipulation oder die Züchtung von Übermenschen (Die Riten der Götter, Die Augen Heisenbergs) sowie von Frauen dominierte Geheimgesellschaften, die die Machtübernahme anstreben (Die Riten der Götter). Diese Romane lassen sich als literarische Vorstudien lesen, in denen Frank Herbert die Ideen entwickelte, die schließlich in sein Hauptwerk einflossen. Andere Autoren nennen „Religion, Politik, Evolution, Ökonomie und Ökologie“ als diejenigen Themen, die sich durch Herberts Werke ziehen.

### Brian Herbert und Kevin J. Anderson

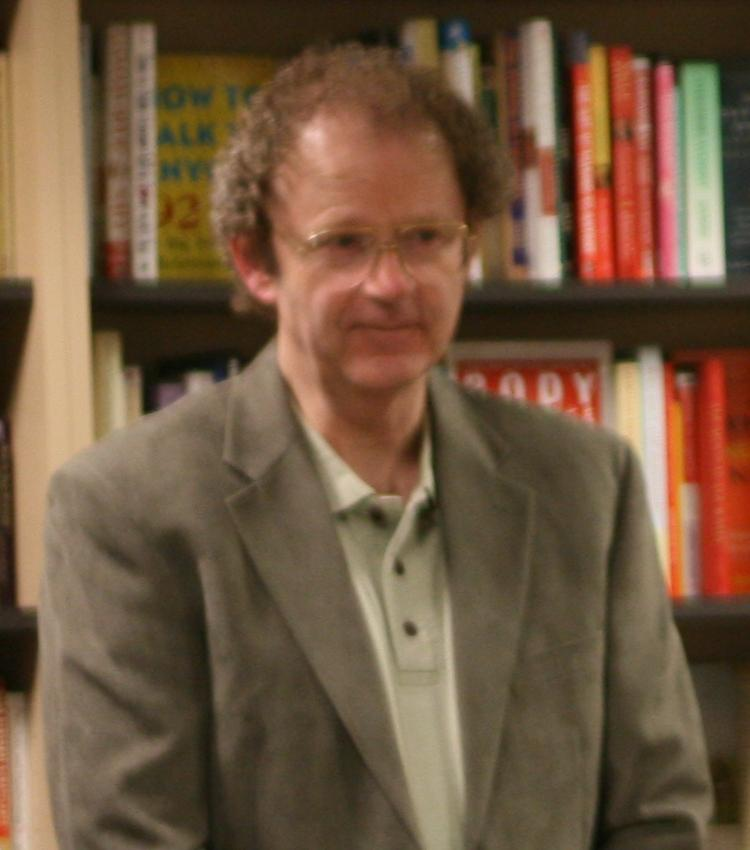
Brian Herbert (September 2008)

Bei einer langen Wanderung im Death-Valley-Nationalpark im Jahr 1997 kam Kevin J. Anderson der Gedanke, weitere Dune-Geschichten zu schreiben, insbesondere einen siebten, abschließenden Band. Er machte die Adresse von Brian Herbert ausfindig und schrieb ihm einen Brief, in dem er Herbert nach dessen Plänen bezüglich Dune und eventuellen Notizen seines Vaters fragte. Ein gemeinsames Telefonat verlief erfolgreich und führte zu einem Besuch Andersons bei Herbert und zu ersten Ideen für die drei Bände der frühen Chroniken. Der Wüstenplanet – Die Frühen Chroniken bilden zusammen einen Handlungsbogen und erzählen die unmittelbare Vorgeschichte zum ersten Roman Der Wüstenplanet. Laut Publishers Weekly bot Bantam Books, die sich gerade aus dem Wettbewerb um die Bücherrechte für die Star-Wars-Prequel-Trilogie zurückgezogen hatten, pro Band eine Million Dollar.
- Prelude to Dune: House Atreides, 1999 (dt. Der Wüstenplanet – Die frühen Chroniken 1: Das Haus Atreides, 2001)
- Prelude to Dune: House Harkonnen, 2000 (dt. Der Wüstenplanet – Die frühen Chroniken 2: Das Haus Harkonnen, 2001)
- Prelude to Dune: House Corrino, 2001 (dt. Der Wüstenplanet – Die frühen Chroniken 3: Das Haus Corrino, 2002)

Der Wüstenplanet – Die Legenden gehen zu den Anfängen des Dune-Universums zurück und versuchen, die Macht- und Gesellschaftsstrukturen zu ergründen:
- Legends of Dune: The Butlerian Jihad, 2002 (dt. Der Wüstenplanet – Die Legenden 1: Butlers Djihad, 2003)
- Legends of Dune: The Machine Crusade, 2003 (dt. Der Wüstenplanet – Die Legenden 2: Der Kreuzzug, 2004)
- Legends of Dune: The Battle of Corrin, 2004 (dt. Der Wüstenplanet – Die Legenden 3: Die Schlacht von Corrin, 2005)

Aus dem Nachlass von Frank Herbert haben beide mehrere Geschichten zu dem Buch Träume vom Wüstenplaneten zusammengetragen. Es enthält unter anderem Kurzgeschichten rund um Dune, Anekdoten und auch eine sehr kurze frühe Fassung vom Band 1 des Wüstenplaneten. Das Buch ist im Oktober 2009 auch auf Deutsch erschienen.
- The Road to Dune, 2005 (dt. Träume vom Wüstenplaneten, 2009)

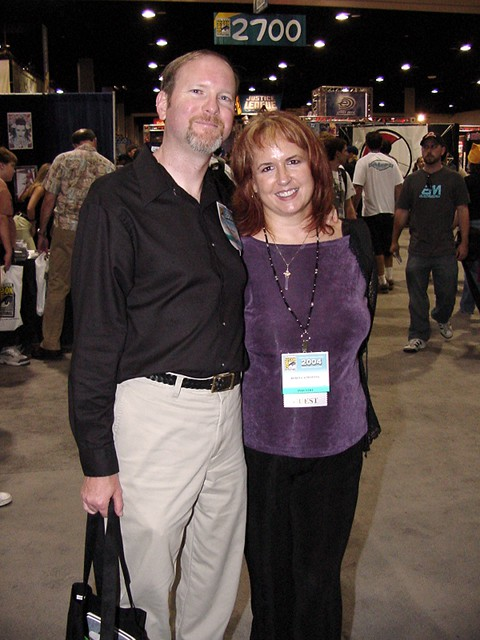
Kevin J. Anderson, Comic Con 2004

Basierend auf Frank Herberts Notizen zum siebten Buch und als Abschluss der Wüstenplaneten-Saga wurden zwei Bände veröffentlicht:
- Hunters of Dune, 2006 (dt. Jäger des Wüstenplaneten, 2007)
- Sandworms of Dune, 2007 (dt. Die Erlöser des Wüstenplaneten, 2008)

Brian Herbert und Kevin J. Anderson arbeiten an einer weiteren Reihe im Dune-Universum mit dem Titel Heroes of Dune. Geschildert werden die Ereignisse, die zwischen dem Ende des Buches Der Wüstenplanet und dem Anfang des Buches Der Herr des Wüstenplaneten liegen. Band 1, Paul of Dune, schildert weitere Ereignisse aus den jungen Jahren von Paul Atreides, während Band 2, Winds of Dune, sich mit Prinzessin Irulan befasst.
- Paul of Dune, 2008 (dt. Der Wüstenplanet: Paul Atreides, 2010)
- Winds of Dune, 2009 (dt. Stürme des Wüstenplaneten, 2010)
- Princess of Dune, 2023 (eine deutsche Übersetzung liegt noch nicht vor)

Im Juli 2010 teilte Kevin J. Anderson mit, dass er mit Brian Herbert an einer weiteren Trilogie (Great Schools of Dune) arbeite, die einige Zeit nach der Schlacht von Corrin spielen und die Entstehung der großen Schulen des Dune-Universums (der Bene Gesserit, der Mentaten, der Suk-Ärzte, der Raumfahrergilde und der Navigatoren) sowie die Konsolidierung der Herrschaft des Hauses Corrino behandeln solle. Bisher sind drei Bände erschienen.
- Sisterhood of Dune, 2012 (dt. Der Thron des Wüstenplaneten, 2014)
- Mentats of Dune, 2014 (dt. Die Mentaten des Wüstenplaneten, 2016)
- Navigators of Dune, 2016 (dt. Die Navigatoren des Wüstenplaneten, 2017)

Von 2020 bis 2022 veröffentlichten Herbert und Anderson überdies eine zusätzliche Trilogie, die sich um die Figuren Leto, Jessica und Paul Atreides einige Jahre vor Frank Herberts erstem Roman dreht.
- Dune: The Duke of Caladan, 2020 (dt. Der Wüstenplanet – Der Herzog von Caladan, 2021)
- Dune: The Lady of Caladan, 2021 (dt. Der Wüstenplanet – Die Herrin von Caladan, 2022)
- Dune: The Heir of Caladan, 2022 (dt. Der Wüstenplanet – Der Erbe von Caladan, 2023)

Herbert und Anderson schreiben die Bücher jeweils zur Hälfte. Am Anfang steht dabei ein gemeinsames Brainstorming und die Planung der einzelnen Kapitel. Jeder der beiden verfasst danach die Hälfte der Kapitel, wobei die Kapitel nach den jeweiligen Stärken verteilt werden. Anschließend wird der komplette Entwurf abwechselnd von beiden bearbeitet, bis sie ihn zum Herausgeber senden.

## Die Welt vonDune

### Allgemeines
Dune spielt in ferner Zukunft in unserer Galaxie, da die Erde als Heimatplanet der Menschen vorkommt. Zwischen den Handlungssträngen der einzelnen Bücher können Hunderte oder Tausende Jahre vergehen.
Die handelnden Figuren und die wichtigsten Begriffe sind in Sammelartikeln beschrieben:
- Figuren der Dune-Zyklen
- Begriffe der Dune-Zyklen

### Handlungsorte
Hauptsächliche Orte der Handlung sind Planeten. Der wichtigste von diesen ist „Arrakis“, auch „Dune“ genannt. Während eines großen Teils der Handlung ist Arrakis die einzige Quelle für das Gewürz. Der größte Teil der Oberfläche ist von Wüste bedeckt, Wasser daher extrem kostbar. Da die Wüste von gewaltigen „Sandwürmern“ durchstreift wird, finden sich die menschlichen Siedlungen nur auf felsigem Untergrund. Oder sie sind, wie die Verwaltungssitze der regierenden Familien („Arrakis City“/„Arrakeen“, davor „Carthag“), durch einen Schildwall aus Bergen umschlossen. Verstreut in der Wüste finden sich „Sietchs“, Siedlungen der einheimischen Stämme der „Fremen“. Durch menschliche Eingriffe wird Arrakis im Verlauf der Handlung zu einer Welt mit Wäldern und Ozeanen terraformiert, dann erneut zu einer Wüstenwelt und schließlich unbewohnbar.

## Inhalt

### Die Legenden
Die Legenden spielen sich etwa 10.000 Jahre vor der Haupthandlung ab. Viele Planeten der Menschheit, darunter die Erde, sind von der künstlichen Intelligenz Omnius unterworfen. Diese war entstanden, während eine Gruppe Menschen, die sich Titanen nannten, die Menschheit gewaltsam aus ihrer Lethargie reißen wollten. Der Versuch des Omnius, den Liga der Edlen genannten Zusammenschluss menschlicher Planeten zu erobern, führt letztlich zu der Vernichtung aller künstlichen Intelligenzen in Butlers Djihad.
Parallel entwickeln sich sämtliche Strukturen, die 10.000 Jahre später die Gesellschaftsordnung bilden werden.

### Die frühen Chroniken
Die frühen Chroniken finden wenige Jahre vor der Haupthandlung statt.

### Erster Zyklus
Die ersten drei Romane (erster Zyklus) der Originalreihe sind als einheitliches Gesamtwerk konzipiert. Zeitlich angesiedelt ist die Handlung der Romane in einer unbestimmten fernen Zukunft. Bezugszeitpunkt ist die offizielle Gründung der Raumfahrergilde, die Handlung beginnt im Jahr 10190 n. G. (= nach Gildengründung).
Die Menschheit lebt in einem feudalistischen Imperium unter einem Padishah-Imperator und planetarischen Fürsten auf einer Vielzahl von Planetensystemen.
Die Navigatoren der Raumfahrergilde stellen die einzige schnelle Verbindung zwischen den Welten des Imperiums sicher. Die Techniker vom Planeten Ix und der ausschließlich aus Frauen bestehende Orden der Bene Gesserit repräsentieren weitere wichtige Machtgruppen.
Denkende Maschinen (Computer und Cyborgs) wurden vor langer Zeit in einem Kreuzzug vernichtet (Butlers Djihad) und dürfen seitdem weder gebaut noch benutzt werden. An ihre Stelle treten Menschen, die zu mathematischen Höchstleistungen konditioniert worden sind, sogenannte Mentaten.
Die Dune-Saga entfaltet sich im Konflikt zwischen den Fürstenhäusern der Atreides (nach dem legendären griechischen Ahnherrn Atreus) und den Harkonnen um die Herrschaft über den Wüstenplaneten Arrakis, von den einheimischen Fremen Dune genannt. Nur auf Arrakis lässt sich die Droge Melange (zu deutsch ‚Mischung‘), auch als Spice (deutsch ‚Gewürz‘) bekannt, sammeln. Für das gesamte Imperium hat die Melange fundamentale Bedeutung. Melange ermöglicht den Gildenavigatoren, mit hellseherischen Fähigkeiten überlichtschnelle Raumschiffe sicher durch den Hyperraum zu steuern. Ohne Melange käme die interstellare Raumfahrt zum Erliegen und das Imperium würde in unabhängige Sternensysteme zerfallen. Daneben hat Melange bewusstseinsverändernde und den Alterungsprozess verlangsamende Eigenschaften. Melange macht süchtig, ein Entzug kann zum Tod führen – gute Gründe also, weshalb die Herrschaft über den Wüstenplaneten von entscheidender Bedeutung ist. Der Romanzyklus beginnt mit einem kaiserlich verfügten Lehnswechsel des Wüstenplaneten. Die Herrschaft geht von den Händen des Hauses Harkonnen in die des Hauses Atreides über.

### Gottkaiser

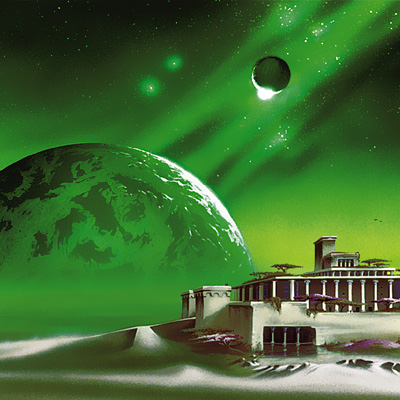
Frank Lewecke: Rising Green (1996), Titelbild zu Der Gottkaiser des Wüstenplaneten; Heyne Verlag (Auflage von 2001)

Der vierte Roman der Serie spielt 3500 Jahre nach der Regierungsübernahme von Leto II., dem Sohn von Paul Atreides (Muad’Dib). Der Leser erfährt, dass Leto eine Symbiose mit dem Sandwurm eingegangen ist, da nach seiner Vision die Menschheit sonst untergegangen wäre.
Die Bedeutung von Religion ist ein wichtiges Motiv dieses Romans. Leto erscheint gottgleich, allwissend und kennt Vergangenheit wie Zukunft. Obwohl sein Körper grotesk ins Wurmähnliche verändert und nur sein Gesicht das eines Menschen geblieben ist, wird er von einer fanatischen Kirche verehrt. Ohne dass es den Beteiligten klar wird, plant Leto seinen eigenen Tod, um die von ihm in Fesseln gelegte Menschheit wieder zu befreien. Das Motiv des sich für die Menschheit opfernden Gottes ist aus verschiedenen Religionen vertraut. Die ironische Frage „Wir glauben an Gott – woran glaubt Gott?“ lässt Herbert sich allerdings auch nicht nehmen.
Der Roman endet mit dem Tod Letos und dem Beginn der Diaspora, dem Aufbruch der Menschen in die unbesiedelten Weiten des Universums. Letos Rettungsplan ist gelungen. Inzwischen ist die Menschheit auf zu viele Planeten verteilt, um ausgerottet zu werden oder sich selbst auszurotten. Die Garantie dafür, dass die Menschheit nie mehr die Diktatur eines visionären Gottkaisers erleiden muss, stellen die genetisch mutierten Nachkommen von Siona Atreides und Duncan Idaho dar. Sie sind durch keinerlei Zukunftssicht mehr aufzuspüren.

### Zweiter Zyklus
Der fünfte und sechste Roman der Originalreihe bilden wieder eine inhaltliche Einheit. Den geplanten Abschlussband konnte Frank Herbert nicht mehr vollenden.
Die Romane sind weitere 6.500 Jahre in die Zukunft verlegt. Die Menschheit hat technische, biologische und psychologische Fortschritte gemacht. Die zentralen Themen der vorigen Romane, das Überleben der Menschheit und die Frage nach der Natur des Menschen, sind nach wie vor akut.
Das bekannte Universum wird nicht mehr von einem Imperator regiert, unabhängige Gruppen (Bene Gesserit, Bene Tleilax, Ix) ringen um die Vormachtstellung. Die Rückkehr der Geehrten Matres und anderer Gruppen aus der Diaspora stört das fragile Gleichgewicht. Beide Romane verfolgen die Anstrengungen der Bene Gesserit, in deren Reihen viele Nachkommen der Atreides agieren, den Untergang des alten Imperiums abzuwenden und die Rückkehrer zu integrieren.

## Themen
Die gesellschaftlich relevanten Themen seiner Zeit spiegeln sich direkt oder metaphorisch im Roman wider: der wachsende Einsatz der EDV (Butlers Djihad), die Abhängigkeit vom Erdöl und Erfahrungen mit bewusstseinsverändernden Drogen (beides in Gestalt des „Gewürzes“), die feministische Bewegung (Bene Gesserit), Fragen der Ökologie (Leben unter Wüstenbedingungen, Option der Begrünung von Arrakis), die Bedrohung durch Atomwaffen u. a. Die schnelle wissenschaftlich-technische Entwicklung, besonders der elektronischen Rechentechnik, rief Ängste vor der Machtübernahme durch Maschinen und Computer hervor. Damit einher gingen die umfassende Verschiebung und das Wegbrechen traditioneller Werte und religiöser Grundlagen. Vor dem Hintergrund der permanenten Drohung einer globalen Vernichtung durch die Atomwaffen des Kalten Krieges suchte die Jugendkultur Alternativen in östlichen Philosophien und Heilslehren, begleitet vom Konsum psychotroper Drogen. Man begann, die ökologischen Auswirkungen der raschen und extensiven Industrialisierung zu hinterfragen. Feminismus, Gleichberechtigung und die neu zu definierende Rolle der Frau wurden zu heftig diskutierten Themen. Nicht zuletzt finden die der Quantentheorie innewohnenden tiefgreifend philosophischen Grundsatzfragen ihren Widerhall.
Laut Parkerson ist Macht eines der Themen des Buches Dune. Für ihn war Herbert überzeugt davon, dass Krieg die logische Folge von politischen und ökonomischen Machtkämpfen sei. Diese Entwicklung unterstütze das Auftreten von Führern oder Superhelden. Verbindende Grundlage für die Ausübung von militärischer, politischer und ökonomischer Macht sei, wie in Dune dargestellt, die Semantik. Dies sei besonders sichtbar bei den Bene Gesserit. Anhand des Zusammentreffens von Paul Atreides mit deren „Mutter Oberin“ zeige Herbert auf, wie viel durch Gesten ausgedrückt werden könne und welche Macht die Sprache habe.

## Stil
Über weite Strecken sind die Romane von mystischen und philosophischen Reflexionen in Form von Dialogen oder inneren Monologen der Hauptfiguren geprägt. Man kann die Reihe durchaus als in eine gut durchdachte Sci-Fi-Story verpackte philosophische Studie lesen. Im ersten Zyklus werden auffallend oft Begriffe aus dem orientalischen Sprachraum gebraucht. Die beschriebenen religiösen Denkfiguren lassen sich eher dem Islam als dem Christentum zuordnen.

## Rezeption
Dune gilt seit seinem Erscheinen als einer der besten Science-Fiction-Romane aller Zeiten und genießt Kultstatus. Das hat mehrere Gründe.
Herbert durchbrach das damals gängige Schema des Genres, das auf aktionsreiche Abenteuer, gespickt mit mehr oder weniger fantasievollen Schilderungen naturwissenschaftlich begründeter Phänomene, fußte. Stattdessen beschrieb er bis in kleinste Details des täglichen Lebens ein ganzes zivilisatorisches Universum und extrapolierte globale Ereignisse und Entwicklungen seiner Zeit in eine ferne Zukunft.
Vor dem Hintergrund des Widerspruchs zwischen Ökonomie und Ökologie als Leitmotiv entwarf er das Modell einer posttechnologischen Feudalgesellschaft mit stark mystifizierenden Elementen.
Eine Parodie mit dem englischen Titel National Lampoon’s Doon wurde 1984 veröffentlicht. Nach Herr der Augenringe war dies der zweite Parodieroman der amerikanischen Satirezeitschrift The Harvard Lampoon. Franz und Herbert – Der wüste Planet – Die Parodie von Ellis Weiner erschien 1985 in Deutschland.
2023 wurde Dune in die Science Fiction and Fantasy Hall of Fame aufgenommen.
Klimatologen simulierten mit dem Erscheinen der Dune-Verfilmungen 2021 und 2024, ob Arrakis für Menschen bewohnbar wäre. Laut Aussagen der Forscher wäre dies mit technischen Hilfsmitteln möglich. Ein Biologe untersuchte, ob die Existenz von Arrakis-Sandwürmern theoretisch möglich wäre und zog das Fazit, dass einzig und allein die Größe die Existenz zweifelhaft oder unwahrscheinlich mache.

## Gescheiterte und ausgeführte Verfilmungen
Es wurde mehrmals versucht, den Inhalt von Dune auf die Kinoleinwand zu bringen oder für das Fernsehen zu adaptieren.

### Arthur P. Jacobs
Schon in den frühen 1970er Jahren verhandelte der Produzent Arthur P. Jacobs mit Frank Herbert über die Verfilmungsrechte. Beflügelt von seinem Erfolg mit dem ersten Planet-der-Affen-Film suchte er nach weiteren lohnenden Science-Fiction-Motiven. Als Regisseure waren David Lean und Franklin J. Schaffner im Gespräch. Am Drehbuch arbeiteten unter anderem Robert Bolt. Mit dem Tod von Jacobs im Jahre 1973 wurde das Projekt gestoppt und die Option auf die Verfilmungsrechte verfiel.

### Alejandro Jodorowsky

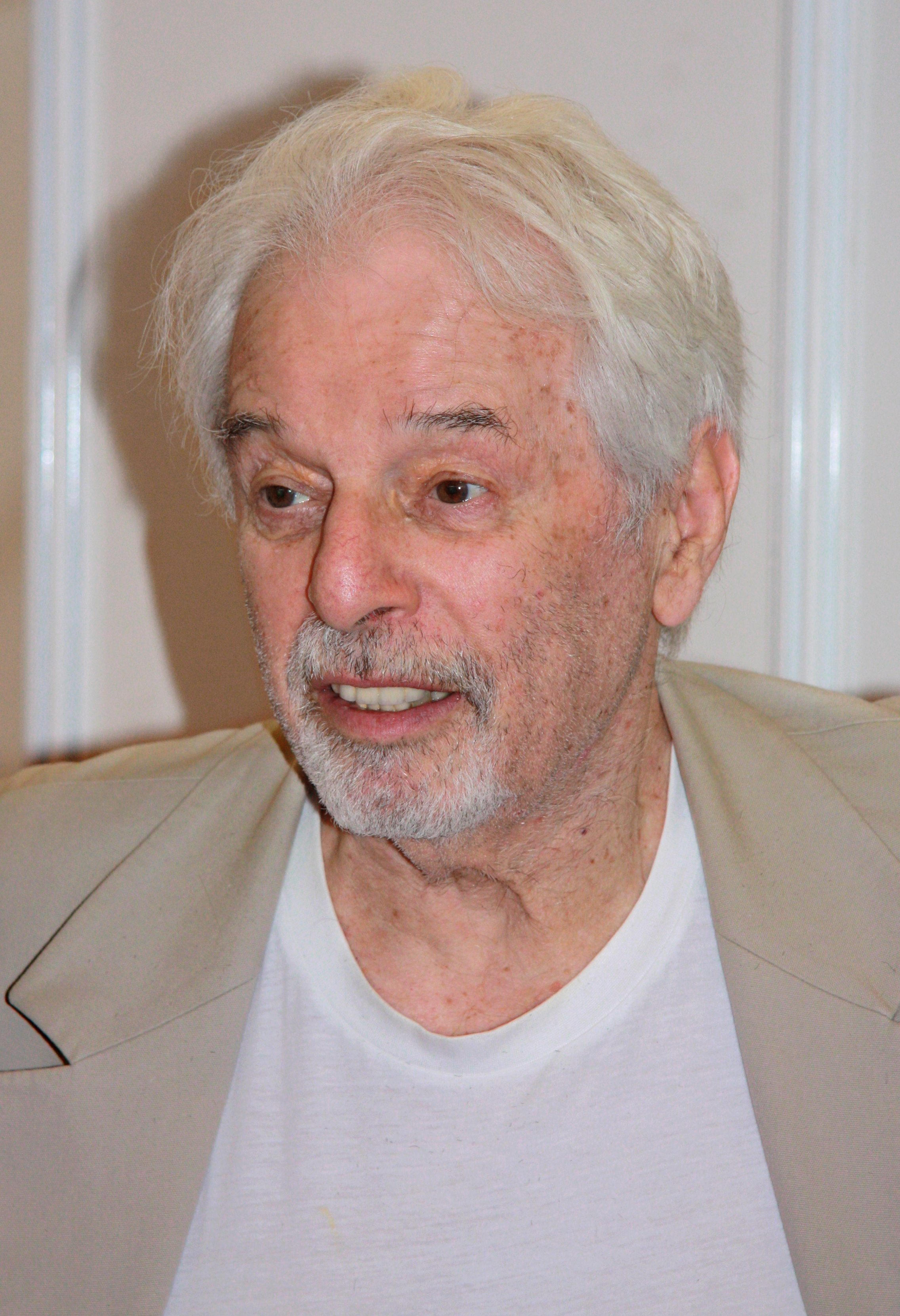
Alejandro Jodorowsky (2008)

Der französische Autor, Verleger und Produzent Michel Seydoux erwarb daraufhin die Verfilmungsrechte und erarbeitete mit dem Regisseur und Autor Alejandro Jodorowsky und der Unterstützung des Comiczeichners Moebius ein detailliertes Storyboard/Drehbuch, welches er vielen Produktionsfirmen in Hollywood anbot. Doch diese scheuten die Investition in die sehr experimentelle Adaption, trotz der illustren Darstellerriege, die schon vorab von Seydoux und Jodorowsky für das psychedelische Filmprojekt begeistert worden waren: David Carradine als Herzog Leto, Charlotte Rampling als Lady Jessica, Orson Welles als Baron Harkonnen und Gloria Swanson als Gaius Helen Mohiam. Salvador Dalí und Mick Jagger sollten prominente Rollen spielen, Pink Floyd und Magma die Musik beitragen. Für Jodorowsky, der seit Mitte der 1970er-Jahre vergeblich an einer Verfilmung arbeitete, schuf der Schweizer Künstler HR Giger im Februar 1976 einige Gestaltungsstudien, die dann aber nicht übernommen wurden. Veröffentlicht wurden diese in Gigers Buch Necronomicon. Jodorowsky plante sogar, Salvador Dalí für eine 100.000-Dollar-Minutengage in seinem Dune-Projekt auftreten zu lassen. Giger beschäftigte sich in den wenigen fertiggestellten Zeichnungen mit dem Palast der „Harkonnen“. Einige der von Giger für den Film entworfenen Möbel wurden von dessen Werkstatt hergestellt und schließlich für die Ausstattung seiner „Giger-Bars“ genutzt. Sie sind auch über seine Webseite erhältlich. Für Jodorowsky schuf 1975 auch der britische Künstler Chris Foss einige Gestaltungsentwürfe, die im Buch 21st Century Foss mit einem Vorwort von Jodorowsky veröffentlicht wurden. Foss zeichnete überwiegend Raumschiffentwürfe für das Projekt. Die Bemühungen Jodorowskys um die Verfilmung bilden die Grundlage des amerikanisch-französischen Dokumentarfilms Jodorowsky’s Dune von 2013.

### Ridley Scott
1978 kaufte Dino De Laurentiis die Rechte. Sein Regisseur Ridley Scott wollte nach dem Tod seines älteren Bruders Frank kein großes Projekt durchführen. Deswegen beendete er nach sieben Monaten das Projekt, um Blade Runner zu drehen.

### Erstverfilmung durch David Lynch

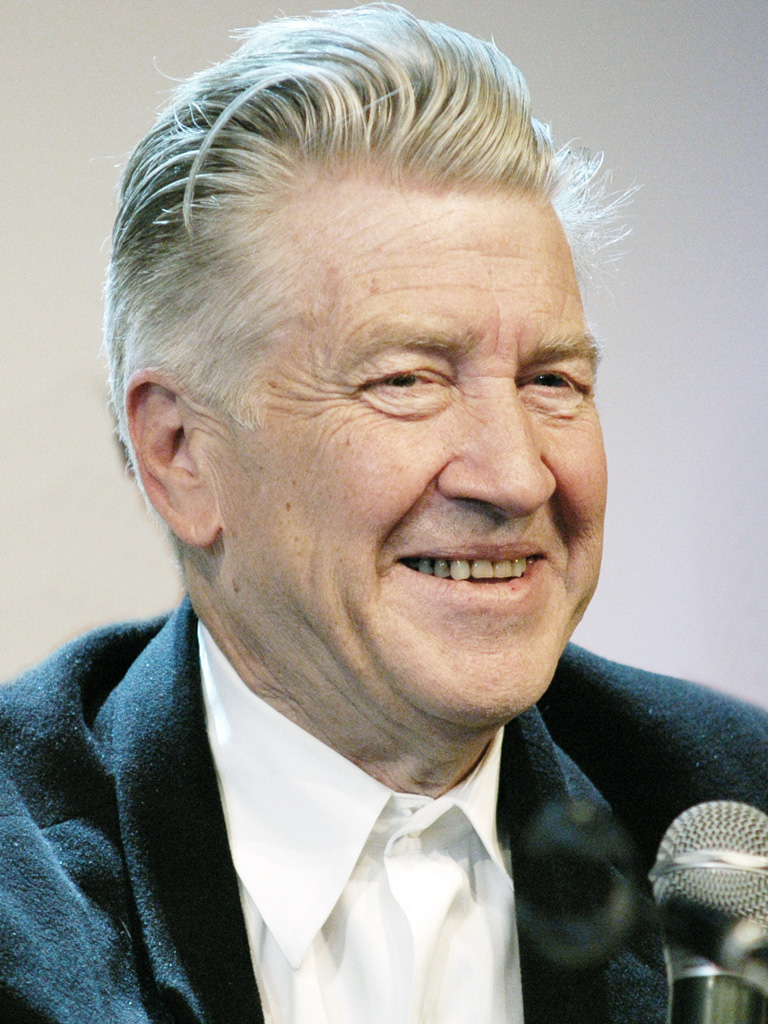
David Lynch (2009)

De Laurentiis wagte 1981 einen neuen Versuch, nachdem er die Rechte am ersten Buch verlängert und diejenigen für Fortsetzungen erworben hatte. Er heuerte David Lynch an, der dafür die Regie von Die Rückkehr der Jedi-Ritter ausschlug. Lynch unterschrieb für zwei Fortsetzungen, hatte allerdings nicht die Rechte am Final Cut.
Aus Verkaufsgründen sollte der Film eine niedrige Altersfreigabe erhalten und nicht so surrealistisch sein wie Lynchs Regie-Debüt Eraserhead.
1984 erschien schließlich mit Der Wüstenplanet die Erstverfilmung des Romans. Aus kommerziellen Erwägungen der Produzenten wurde der Rohschnitt von fünf Stunden auf zwei Stunden 17 Minuten, statt der angestrebten drei Stunden, gekürzt. Der Film spielte 31 Millionen US-Dollar ein, weniger als das Budget von 40 Millionen Dollar. Roger Ebert gab dem Film einen von vier Sternen und erläuterte:

„This movie is a real mess, an incomprehensible, ugly, unstructured, pointless excursion into the murkier realms of one of the most confusing screenplays of all time.“

Später erklärte Lynch, dass Dune nicht der Film sei, den er gedreht hätte, wenn er volle Kontrolle gehabt hätte. „Es ist ein bisschen traurig“, sagt Lynch anlässlich einer Frage-Antwort-Runde zur Eröffnung seiner Kunstausstellung in London. Er habe einige der interessantesten Szenen aus dem Skript streichen müssen, da ihm nicht genügend Budget zur Verfügung gestellt wurde, und hätte zahlreiche Effekte günstiger produzieren müssen.
Von der 180-minütigen Fernsehversion, in die das meiste des ursprünglichen Materials wieder integriert wurde, hat sich Lynch distanziert, weswegen das Pseudonym Alan Smithee genutzt wurde.

### Die SciFi-Channel-Miniserien
John Harrison adaptierte den Stoff des ersten Buches im Jahr 2000 als Dune – Der Wüstenplanet für den amerikanischen SciFi Channel. Die Miniserie wurde mit zwei Emmys (für Kinematographie und Visuelle Effekte) ausgezeichnet und für einen dritten (Tonschnitt) nominiert. Die Kritik des Lexikon des internationalen Films fällt hingegen schlecht aus: „Dialoglastige, theatralisch inszenierte Fernseh-Miniserie, die an ihrer unterbudgetierten Ausstattung und schlechten Spezialeffekten krankt.“
Drei Jahre später erschien die Fortsetzung Dune – Die Kinder des Wüstenplaneten von Greg Yaitanes als Umsetzung von Der Herr des Wüstenplaneten und Die Kinder des Wüstenplaneten.

### Eingestelltes Projekt der Paramount Pictures
Im März 2008 hatte das Filmstudio Paramount Pictures eine weitere Adaption des Stoffes angekündigt. Das Projekt wurde aber im März 2011 eingestellt, ohne dass es über die frühe Planungsphase hinausgekommen war.

### Neuverfilmungen Villeneuves

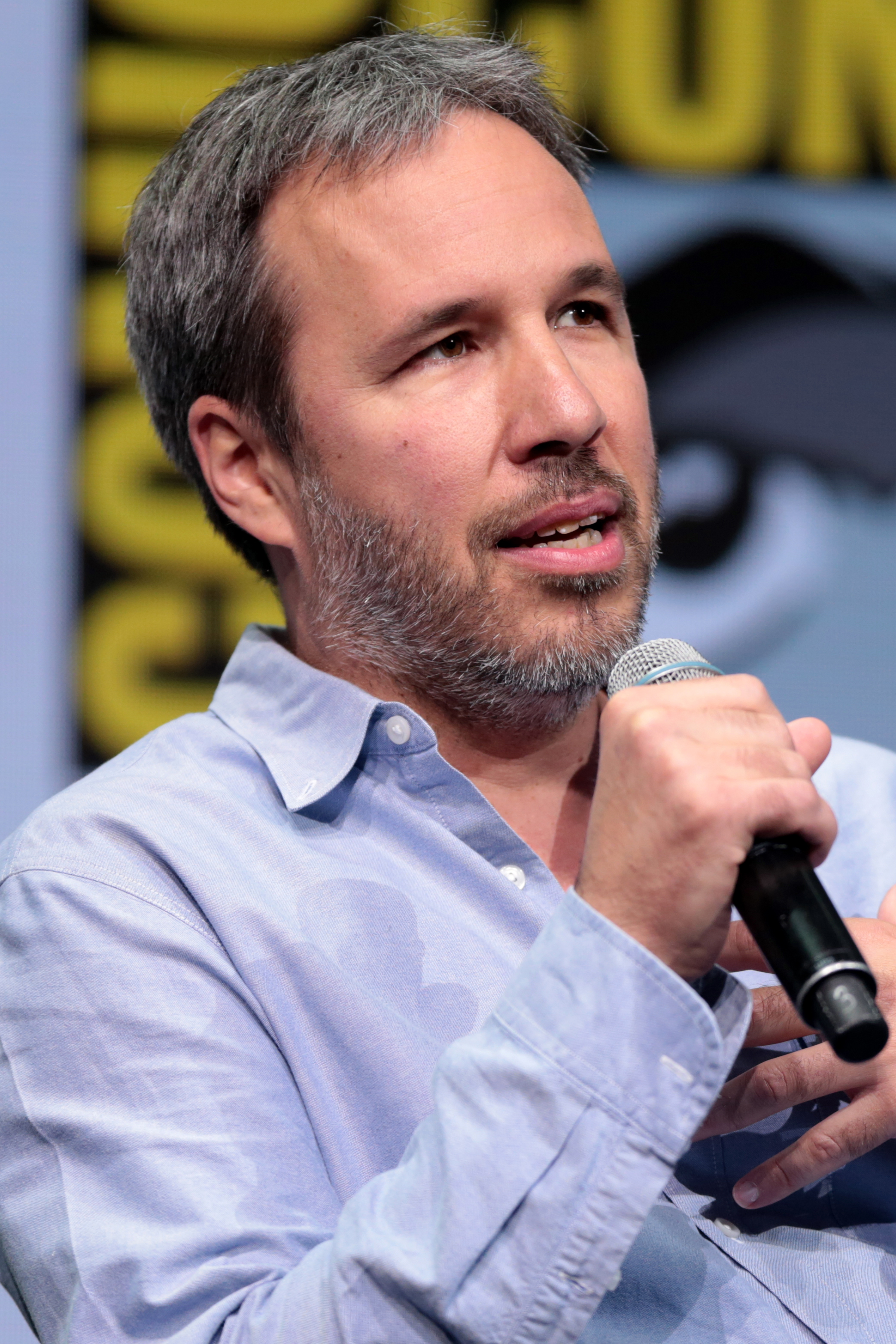
Denis Villeneuve (2017)

Die Rechte für die Verfilmungen wurden 2016 von Legendary Pictures übernommen, welche 2017 bekanntgaben, dass Denis Villeneuve Regie führen wird. Der Film Dune lief im Jahr 2021 in den Kinos an. Im Frühjahr 2024 wurde Dune: Part Two erstausgestrahlt.

### Planet Dune
Der von Atomic Blonde Entertainment produzierte Film Planet Dune von 2021 unter der Regie von Glenn Campbell und Tammy Klein ist ein Mockbuster, dessen Haupthandlung auf dem Wüstenplaneten mit seinen Sandwürmern angesiedelt ist. Dort wird ein Rettungsteam, das zur Evakuierung einer auf dem Wüstenplaneten zurückgelassenen Stationsbesatzung landete, von Sandwürmern gejagt und bedroht. Mit dem Film, dessen Handlung ansonsten keinen engeren Bezug zu Frank Herberts Romanvorlage hat, versucht The Asylum an der Erfolgswelle von Villeneuvs Dune zu partizipieren. Diese Produktion wird auf IMDb in 1.134 Userkritiken mit 2,4 von 10 Punkten überwiegend negativ aufgenommen. Nach Daniel Fabien auf Filmstarts „… dürften die meisten „Dune“-Fans keine allzu große Freude daran haben – und am Ende wohl eher kopfschüttelnd vor dem Fernseher sitzen.“

### Streaming-Serie
Im November 2024 begann HBO mit der Ausstrahlung von Dune: Prophecy. Die von Legendary Television koproduzierte Serienverfilmung des im Jahr 2012 erschienenen Romans Sisterhood of Dune wurde von Alison Schapker und Diane Ademu-John erschaffen.

## Musik
Mehrere Bands benannten sich nach Begriffen aus den Dune-Zyklen. Die US-amerikanische Metalcoreband Shai Hulud ist nach den gleichnamigen Sandwürmern des Wüstenplaneten benannt. Der deutsche Produzent Oliver Froning gründete zusammen mit den Produzenten Jens Oettrich und Bernd Burhoff das Dance-Projekt Dune. Auf dem 1995 veröffentlichten Album Dune befindet sich der Titel The Spice, welcher sich mit der auf Arrakis vorkommenden Droge Spice beschäftigt. Das Album Expedition nimmt sowohl vom Artwork als auch in Einleitung und Samples Bezug auf den Wüstenplaneten.
Die französische Zeuhlband Dün nannte sich zunächst Dune, kürzte den Namen aber nach kurzer Zeit auf Dün ab. Ihr 1981 erschienenes Album Eros war maßgeblich von der Romanvorlage inspiriert.
Die britische Heavy-Metal-Band Iron Maiden verarbeitete den Dune-Stoff in dem Song To Tame a Land, erschienen 1983 auf dem Album Piece of Mind. Der Song sollte ursprünglich auch Dune heißen. Als die Band um Erlaubnis ersuchte und darum bat, ein gesprochenes Zitat als Intro verwenden zu dürfen, ließ Frank Herbert ihr durch seine Vertreter mitteilen: „Frank Herbert mag keine Rockbands, schon gar keine „Heavy-Rock“-Bands, und erst recht keine Band wie Iron Maiden.“ Dieser Erklärung wurde noch durch eine Strafandrohung Nachdruck verliehen, woraufhin Iron Maiden den Song umbenannten. Eine Coverversion findet sich als Bonus-Track auf dem 2009 veröffentlichten Album Black Clouds & Silver Linings der Band Dream Theater.
Andere Bands und Musiker schöpften Inspiration aus dem Werk:
- Die deutsche Death-Metal-Band Golem veröffentlichte 1999 ihr Konzeptalbum The 2nd Moon, welches sich textlich mit der Dune-Thematik beschäftigte, und verarbeitete beim Song God Emperor das musikalische Thema der Toto-Titelmelodie.
- Auch die deutsche Heavy-Metal-Band Blind Guardian veröffentlichte 1990 auf ihrem Album Tales from the Twilight World einen Track, der die Dune-Thematik verwendet, Traveller in Time.
- Der deutsche Hip-Hop-Künstler Thomas D verarbeitete das Dune-Thema im mit seiner Band Die Fantastischen Vier aufgenommenen Stück Der Krieger. In diesem Lied sind einige Teile des Tonmaterials des Filmes Dune – Der Wüstenplanet gesampelt und auch die Thematik des „Erwachenden“ eingeflochten. Außerdem findet sich im Song Millionen Legionen die Wendung Surfer des Sandwurms. Auf seinem Album Solo nutzt er Piter De Vries’ (Brad Dourif) Mantra „Allein durch meinen Willen setzt sich mein Geist in Bewegung. Und Sapho-Saft verleiht den Gedanken Geschwindigkeit. Zur Warnung entstehen auf den Lippen Flecken…“ als Intro zum Lied Herpes.
- Das israelische Goa-Projekt Astral Projection hat einige Samples des Tonmaterials aus dem Film Dune – Der Wüstenplanet in seinem Stück Dancing Galaxy verarbeitet. Von dem Song gibt es auch eine Ambient-Version mit dem Titel Ambient Galaxy auf dem Album Dancing Galaxy.
- Der niederländische Musiker Arjen Lucassen griff das Thema mit seinem Projekt Star One in dem Stück Sandrider auf.
- Die österreichische Prog-Power-Metal-Band Serenity ließ sich von Dune zu dem Song Canopus inspirieren.
- Unter dem Projektnamen Dune veröffentlichten Laurent Garnier und Pascal Dardoufas (F.E.O.S) 1994 die EP The Alliance mit vier langen Trancestücken, deren Titel (Will I Dream?) eindeutig vom Buch inspiriert sind.
- Der britische Musiker Norman Cook (alias Fatboy Slim) verwendet in seinem Lied Weapon of Choice ein Dune-Zitat („If you walk without rhythm, you won’t attract the worm“).
- Am 16. Februar 2007 veröffentlicht die Industrial-Black-Metal-Band Red Harvest das Album A Greater Darkness. Der achte Titel – Warthemes – verarbeitet den Main Title aus der Verfilmung von 1984.
- Die niederländische Drum-and-Bass-Crew Black Sun Empire veröffentlichte im März 2004 auf dem Album Driving Insane einen Titel mit dem Namen Arrakis.
- Die kanadische Musikerin Grimes veröffentlichte 2010 ihr Debütalbum mit dem Titel Geidi Primes, dessen Titel sich alle auf die Dune-Romane beziehen.
- Der deutsche Musiker Klaus Schulze veröffentlichte 1979 sein Album Dune, dessen Titel sich nach seinen eigenen Aussagen auf die ersten drei Dune-Romane bezieht.

## Spiele
Die Handlungen von Dune wurde mehrfach für Spiele adaptiert.

### Brettspiele
Den Anfang machten zwei strategische Brettspiele, beide unter dem Namen Dune. Die Avalon-Hill-Ausgabe von 1979 richtet sich nach dem Buch. 2019 erschien eine stark überarbeitete Neuauflage. Das Spiel von Parker (1984) basiert hingegen auf dem Film von David Lynch.
Im zweiten Quartal 2021 erschien in Deutschland das Brettspiel Dune: Imperium. Es ist eine Mischung aus Worker-Placement und Deck-Building. Es benutzte gut ein halbes Jahr vor dem Erscheinen der Neuverfilmung Villeneuves das Artwork des Filmes.

### Computerspiele
Im Jahr 1992 erschienen zwei Computerspiele. Cryo Interactive Entertainment brachte mit Dune ein Adventure heraus.
Ebenfalls 1992 erschien Dune II – Kampf um Arrakis von Westwood Studios, eines der ersten bekannten Echtzeit-Strategiespiele. Westwoods Publisher Virgin Interactive machte sie auf Dune aufmerksam. Zudem war Brett Sperry, einer der beiden Gründer, ein Fan der Reihe. Das Spiel wurde 1998 als Dune 2000 neu aufgelegt (seit 2012 auch als Browsergame erhältlich).
Im April 2022 wurde das Spiel Dune: Spice Wars auf der Plattform Steam als Early-Access-Version veröffentlicht. Dabei handelt es sich um ein Echtzeit-Strategiespiel mit 4X-Elementen. Entwickelt wird das Spiel vom französischen Studio Shiro Games.
Das Spiel Dune: Awakening vom norwegischen Studio Funcom soll Anfang 2025 für den PC erscheinen, wie am 20. August 2024 bei der Opening Night Live der Gamescom bekanntgegeben wurde, für die PlayStation und Xbox erscheint das Spiel später.

### In den 1990ern/2000ern
1997 erschien ein englisches Sammelkartenspiel, ebenfalls unter dem Namen Dune, von Last Unicorn Games. Und mit Dune: Chronicles of the Imperium (2000) erschien ein englischsprachiges Rollenspiel von Last Unicorn Games/Wizards of the Coast.
Im Jahr 2001 wurden Emperor: Schlacht um Dune von Westwood Studios und Frank Herbert’s Dune von Cryo Interactive Entertainment veröffentlicht. Letzteres ist ein 3D-Actionspiel basierend auf der dreiteiligen TV-Miniserie. Dune Generations, eine Verbindung aus MMORPG und Echtzeit-Strategiespiel, wurde nicht fertiggestellt, da die Firma Cryo Interactive Entertainment geschlossen wurde. Seit Oktober 2005 gibt es mehrere Browserspiele, welche sich teilweise sehr genau an den Büchern von Frank Herbert und dem Westwood-Klassiker Dune II orientieren. 2019 kündigte Funcom an, in einer sechsjährigen Zusammenarbeit mit Legendary Studios mindestens drei Spiele für PC/Konsole herauszubringen. Eines davon sollte ein Open-World-Mehrspieler-Spiel werden. Dune: Spice Wars, ein Echtzeit-Strategiespiel wurde am 14. September 2023 auf Steam veröffentlicht.

## Comicadaptionen
1984 erschien beim amerikanischen Marvel-Verlag der Sonderband Marvel Super Special 36, in dem David Lynchs Film als Comic adaptiert wurde. Im darauffolgenden Jahr erschien der Comic nochmal als dreiteilige Miniserie. Geschrieben wurde er von Ralph Macchio, die Zeichnungen entstammen der Feder von Bill Sienkiewicz.
2017 gab Brian Herbert bekannt, dass er und Kevin Anderson an einer neuen Adaption arbeiten. Das Buch von 1965 wird als dreiteilige Graphic Novel umgesetzt, der erste Teil erschien im Oktober 2020.
Illustriert werden die Bände von Raúl Allén und Patricia Martín, die Titelbilder kommen von Bill Sienkiewicz.

### Direkte Werke
Die Romane sind nach Datum ihrer englischen Erstveröffentlichung aufgeführt. Die Aufzählung der deutschen Übersetzungen ist nicht vollständig. Vorläufer der Romane sind die beiden Geschichten Dune World, erschienen im Astounding in den Ausgaben Dezember 1963 bis Februar 1964, und The Prophet of Dune in den Ausgaben Januar bis Mai 1965.
Von Frank Herbert stammen die folgenden Romane:
- Dune, 1965
  - Der Wüstenplanet. Heyne, München 1967. Heyne-Bücher Nr. 3108/3109. Übersetzt von Wulf H. Bergner
  - Der Wüstenplanet. Heyne, München 2001, ISBN 3-453-18683-4. Übersetzt von Ronald M. Hahn
  - Der Wüstenplanet. Heyne, München 2016, ISBN 978-3-453-31717-8. Neuübersetzung von Jakob Schmidt, mit Farbillustrationen von John Schoenherr
- Dune Messiah, 1969
  - Der Herr des Wüstenplaneten. 1971
  - Der Herr des Wüstenplaneten. Heyne, München 2001, ISBN 3-453-18684-2.
- Children of Dune, 1976
  - Die Kinder des Wüstenplaneten. 1978
  -  Die Kinder des Wüstenplaneten. Heyne, München 2001, ISBN 3-453-18685-0.
- God Emperor of Dune, 1982
  - Der Gottkaiser des Wüstenplaneten. 1982
  - Der Gottkaiser des Wüstenplaneten. Heyne 2001, ISBN 3-453-18686-9.
- Heretics of Dune, 1984
  - Die Ketzer des Wüstenplaneten. 1985
  - Die Ketzer des Wüstenplaneten. Heyne, 2001, ISBN 3-453-18687-7.
- Chapterhouse: Dune, 1985
  - Die Ordensburg des Wüstenplaneten. 1985
  - Die Ordensburg des Wüstenplaneten. Heyne, 2001, ISBN 3-453-18688-5.

Brian Herbert und Kevin J. Anderson haben diese Bücher veröffentlicht:
Prelude to Dune / Der Wüstenplanet – Die Frühen Chroniken:
- Prelude to Dune: House Atreides, 1999
  - Der Wüstenplanet – Die frühen Chroniken 1: Das Haus Atreides, Heyne 2001, ISBN 978-3-453-18768-9.
- Prelude to Dune: House Harkonnen, 2000
  - Der Wüstenplanet – Die frühen Chroniken 2: Das Haus Harkonnen, Heyne 2005, ISBN 978-3-453-52160-5.
- Prelude to Dune: House Corrino, 2001
  - Der Wüstenplanet – Die frühen Chroniken 3: Das Haus Corrino, Heyne 2002, ISBN 978-3-453-21346-3.

Legends of Dune / Der Wüstenplanet – Die Legenden:
- Legends of Dune: The Butlerian Jihad, 2002
  - Der Wüstenplanet – Die Legenden 1: Butlers Djihad, 2003
- Legends of Dune: The Machine Crusade, 2003
  - Der Wüstenplanet – Die Legenden 2: Der Kreuzzug, 2004
- Legends of Dune: The Battle of Corrin, 2004
  - Der Wüstenplanet – Die Legenden 3: Die Schlacht von Corrin, 2005

- Hunters of Dune, 2006
  - Jäger des Wüstenplaneten, 2007
- Sandworms of Dune, 2007
  - Die Erlöser des Wüstenplaneten, 2008
- Paul of Dune, 2008
  - Der Wüstenplanet: Paul Atreides, 2010
- Winds of Dune, 2009
  - Stürme des Wüstenplaneten, 2010
- Sisterhood of Dune, 2012
  - Der Thron des Wüstenplaneten, 2014
- Mentats of Dune, 2014
  - Die Mentaten des Wüstenplaneten, 2016
- Navigators of Dune, 2016
  - Die Navigatoren des Wüstenplaneten, 2017

Caladan-Trilogie
- Dune: The Duke of Caladan, 2020
  - Der Wüstenplanet: Der Herzog von Caladan, 2021
- Dune: The Lady of Caladan, 2021
  - Der Wüstenplanet: Die Herrin von Caladan, 2022
- Dune: The Heir of Caladan, 2022
  - Der Wüstenplanet: Der Erbe von Caladan, 2023

Zusätzlich gibt es eine zweibändige Enzyklopädie Der Wüstenplanet (Autorisierter Führer) Die Dune-Enzyklopädie von Frank Herbert und Willis E. McNelly. Die letzte Auflage ist vom Oktober 1999, und die Bücher sind lange vergriffen. Frank Herbert schreibt im Vorwort, dass er sich selber für seine Folgebände nicht an diese Enzyklopädie gehalten hat, welche ursprünglich auf Englisch passend zu Band 2 erschienen ist. Somit gibt es teilweise erhebliche inhaltliche Differenzen. Andererseits wurden die Inhalte der Enzyklopädie auch später von Brian Herbert und Kevin J. Anderson für die weiteren Bücher verwendet.

### Chronologische Reihenfolge der Wüstenplanet-Romane und Kurzgeschichten
Die komplexe Entstehungsgeschichte der einzelnen Werke lässt sich chronologisch wie folgt ordnen. Dune 7 beruht auf Notizen von Frank Herbert. Vollständig einzuordnende Romane sind fett hervorgehoben, wohingegen Der Wüstenplanet: Paul Atreides und Stürme des Wüstenplaneten chronologisch zerstreut sind.
- Harkonnen-Hatz (Erzählung, in: Träume vom Wüstenplaneten)
- Butlers Djihad (Die Legenden 1)
- Der Prügel-Mek (Erzählung, in: Träume vom Wüstenplaneten)
- Der Kreuzzug (Die Legenden 2)
- Das Gesicht einer Märtyrerin (Erzählung, in: Träume vom Wüstenplaneten)
- Die Schlacht von Corrin (Die Legenden 3)
- Der Thron des Wüstenplaneten (Band 1 der zweiten Trilogie)
- Die Mentaten des Wüstenplaneten (Band 2 der zweiten Trilogie)
- Dune: Red Plague (Kurzgeschichte, auf Englisch online erschienen)
- Die Navigatoren des Wüstenplaneten (Band 3 der zweiten Trilogie)
- Das Haus Atreides (Die frühen Chroniken 1)
- Das Haus Harkonnen (Die frühen Chroniken 2)
- Das Haus Corrino (Die frühen Chroniken 3)
- Dune: Wedding Silk (Kurzgeschichte, auf Englisch in der Sammlung "Tales of Dune" erschienen)
- Der Wüstenplanet: Paul Atreides (Teil 2, 4, 6)
- Stürme des Wüstenplaneten (Teil 2, ohne Zwischenspiel)
- Der Herzog von Caladan (Band 1 der Caladantrilogie)
- Die Herrin von Caladan (Band 2 der Caladantrilogie)
- Der Erbe von Caladan (Band 3 der Caladantrilogie)
- Der Wüstenplanet (Band 1 der ersten Trilogie von Frank Herbert)
- Das Flüstern der Meere Caladans (Erzählung, in: Träume vom Wüstenplaneten)
- The Waters of Canly (Kurzgeschichte, erschienen auf Englisch in der Anthologie "Infinite Stars", Hrsg. Bryan Thomas Schmidt)
- Blood of the Sardaukur (Kurzgeschichte, erschienen auf Englisch in der Anthologie "Unfettered III", Hrsg. Shawn Speakman)
- Der Wüstenplanet: Paul Atreides (Teil 1, 3, 5, 8)
- Stürme des Wüstenplaneten (Teil 4, ohne Zwischenspiel)
- Auf dem Wüstenplaneten (Kurzgeschichte, erschienen in der Anthologie "Auge" von Frank Herbert)
- Der Herr des Wüstenplaneten (Band 2 der ersten Trilogie von Frank Herbert)
- Stürme des Wüstenplaneten (Teil 1, 2: Zwischenspiel, 3, 4: Zwischenspiel, 5)
- Die Kinder des Wüstenplaneten (Band 3 der ersten Trilogie von Frank Herbert)
- Der Gottkaiser des Wüstenplaneten (Band 1 der zweiten Trilogie von Frank Herbert)
- Die Ketzer des Wüstenplaneten (Band 2 der zweiten Trilogie von Frank Herbert)
- Die Ordensburg des Wüstenplaneten (Band 3 der zweiten Trilogie von Frank Herbert)
- Sea Child (Kurzgeschichte, enthalten in "Tales of Dune")
- Die Jäger des Wüstenplaneten (Band 1 von Dune 7)
- Treasure in the Sand (Kurzgeschichte, enthalten in "Tales of Dune")
- Die Erlöser des Wüstenplaneten (Band 2 von Dune 7)

### Hörbücher
Ab 1978 erschienen bei Caedmon Records vier Schallplatten mit Auszügen aus den Romanen, gelesen von Herbert selbst:
- Sandworms of Dune
- The Truths of Dune
- Battles of Dune
- und Heretics of Dune

Die Schallplattenhüllen wurden von John Schoenherr gestaltet.
2008 ist eine ungekürzte Hörbuchfassung bei Lübbe Audio erschienen. Mit dabei: Jürgen Prochnow, Marianne Rosenberg, Simon Jäger. Das erste Buch erschien auf CD in zwei Teilen und MP3-CD, das zweite und dritte nur auf CD, zusätzlich als Download. Das vierte bis sechste Buch erschien nur als Download.
Ab dem Jahre 2007 wurden die ersten sechs Bände der Dune-Reihe als ungekürzte Hörbücher beim Amazon-Hörverlag Audible in englischer Sprache herausgebracht. Ab 2020 wurde eine neue deutsche Hörbuchfassung auf Grundlage der neuen Übersetzung veröffentlicht, eingesprochen von Mark Bremer und Uta Dänekamp. Im Englischen wurde nicht nur der komplette Originalzyklus von Frank Herbert verarbeitet, sondern auch die später erschienenen Werke.

### Sekundärliteratur
- Brian Herbert: Dreamer of Dune: The Biography of Frank Herbert. Tor Books, 2003, ISBN 0-7653-0646-8, S. 576 (englisch).
- Tim O’Reilly: Frank Herbert. Frederick Ungar Publishing, 1981, ISBN 978-0-8044-6617-2, S. 216 (englisch, oreilly.com).
- Linus Hauser: Messiasevolution: Frank Herberts Duneromane. In: Kritik der neomythischen Vernunft, Bd. II: Neomythen der beruhigten Endlichkeit. Die Zeit ab 1945. Schöningh, Paderborn 2009, ISBN 978-3-506-75670-1, S. 452–470.
- Kevin C. Williams: Wisdom of the Sand: Philosophy and Frank Herbert’s Dune. Hampton Press, New York 2013, ISBN 978-1-61289-009-8 (englisch).
- Donald E. Palumbo: A Dune Companion: Characters, Places and Terms in Frank Herbert’s Original Six Novels. McFarland & Company, Jefferson NC 2018, ISBN 978-1-4766-6960-1 (englisch).
- Kara Kennedy: Women’s Agency in the Dune Universe: Tracing Women’s Liberation Through Science Fiction. Palgrave Macmillan, Cham 2021, ISBN 978-3-03089204-3, doi:10.1007/978-3-030-89205-0 (englisch).

## Dokumentation
- Dune von Frank Herbert – ARTE Book Club. Regie: Emile Darves-Blanc, Produktion: TALWEG, Frankreich, 21 Minuten, 2022